# Suarius nanchanicus
Suarius nanchanicus är en insektsart som först beskrevs av Luisa Eugenia Navas 1927.  Suarius nanchanicus ingår i släktet Suarius och familjen guldögonsländor. Inga underarter finns listade i Catalogue of Life.